# Acharis ussuriensis
Acharis ussuriensis är en insektsart som beskrevs av Melichar 1902. Acharis ussuriensis ingår i släktet Acharis och familjen dvärgstritar. Inga underarter finns listade i Catalogue of Life.